# Verslaafd aan jou (André Hazes jr.)
Verslaafd aan jou is een lied van de Nederlandse zanger André Hazes jr.. Het stond in 2018 als vierde track op het album Anders en in 2019 werd een liveversie van het lied als single uitgebracht. 

## Achtergrond
Verslaafd aan jou is geschreven door Edwin van Hoevelaak, Marcel Fisser, Bram Koning, André Hazes jr. en geproduceerd door Van Hoevelaak. Het is een lied uit het genre nederpop. In het nummer zingt de zanger over verslaving. Volgens de zanger kan dit voor veel verschillende verslavingen staan, maar in zijn geval was het nummer gemaakt voor de verslaving aan zijn telefoon. Nadat de zanger het lied had gezongen bij een concert in Ahoy, bracht hij de liveversie als single uit.

## Hitnoteringen
De zanger had weinig succes met het lied in Nederland. Het had geen notering in de Single Top 100 en ook de Top 40 werd niet bereikt; het lied bleef steken op de zestiende plaats van de Tipparade.